# Pravlov
Pravlov är en ort i Tjeckien.   Den ligger i regionen Södra Mähren, i den sydöstra delen av landet, 190 km sydost om huvudstaden Prag. Pravlov ligger 193 meter över havet och antalet invånare är 510.
Terrängen runt Pravlov är platt åt sydost, men åt nordväst är den kuperad. Runt Pravlov är det ganska tätbefolkat, med 120 invånare per kvadratkilometer. Närmaste större samhälle är Brno, 17,8 km nordost om Pravlov. Trakten runt Pravlov består till största delen av jordbruksmark.